# Katie Class
Katie Class (Saint Paul, 24 maart 1963) is een schaatsster uit de Verenigde Staten. Ze vertegenwoordigde haar vaderland op de Olympische Winterspelen 1984 in Sarajevo en de Olympische Winterspelen 1988 in Calgary.
Na haar topsportcarrière was ze algemeen directeur van de Amerikaanse schaatsbond. Verder is ze getrouwd met ijshockeyer Dennis Marquard en samen hebben ze twee kinderen.

## Resultaten

### Olympische Spelen
| Jaar | Plaats   | Resultaten                                 |
| ---- | -------- | ------------------------------------------ |
| 1984 | Sarajevo | 10e 500 meter 18e 1000 meter               |
| 1988 | Calgary  | 12e 500 meter 8e 1000 meter 13e 1500 meter |

### Wereldkampioenschappen
| Jaar                      | Plaats                | Resultaten              |
| ------------------------- | --------------------- | ----------------------- |
| 1983 Sprint               | Helsinki              | 31e Sprint              |
| 1984 Sprint               | Trondheim             | 12e Sprint              |
| 1986 Allround 1986 Sprint | Den Haag Karuizawa    | 17e Allround 17e Sprint |
| 1987 Allround 1987 Sprint | West Allis Sainte-Foy | 18e Allround 7e Sprint  |
| 1988 Allround 1988 Sprint | Skien West Allis      | 19e Allround 11e Sprint |

### Wereldbeker

#### Wereldbekerklassement
| Seizoen   | 500 m | 1000 m | 1500 m | 3000 & 5000 m |
| --------- | ----- | ------ | ------ | ------------- |
| 1985/1986 | 9e    | 11e    | Brons  | 8e            |
| 1986/1987 | 8e    | -      | Brons  | 6e            |
| 1987/1988 | 7e    | 9e     | 13e    | -             |

#### Wereldbekermedailles
| Seizoen   | Datum            | Afstand    | Medaille | Baan        |
| --------- | ---------------- | ---------- | -------- | ----------- |
| 1985/1986 | 6 maart 1986     | 1500 meter | Brons    | Inzell      |
| 1986/1987 | 29 november 1986 | 3000 meter | Brons    | Heerenveen  |
| 1986/1987 | 30 november 1986 | 1500 meter | Brons    | Heerenveen  |
| 1986/1987 | 24 januari 1987  | 1500 meter | Goud     | Lake Placid |
| 1987/1988 | 19 maart 1988    | 500 meter  | Brons    | Heerenveen  |

## Persoonlijke records
| Afstand    | Tijd    | Datum            | Baan       |
| ---------- | ------- | ---------------- | ---------- |
| 500 meter  | 40,91   | 13 februari 1988 | Calgary    |
| 1000 meter | 1.21,10 | 13 februari 1988 | Calgary    |
| 1500 meter | 2.07,30 | 13 februari 1988 | Calgary    |
| 3000 meter | 4.36,68 | 29 november 1986 | Heerenveen |
| 5000 meter | 8.12,62 | 14 maart 1987    | Inzell     |